# Pargny-les-Bois
Pargny-les-Bois är en kommun i departementet Aisne i regionen Hauts-de-France i norra Frankrike. Kommunen ligger  i kantonen Crécy-sur-Serre som ligger i arrondissementet Laon. År 2022 hade Pargny-les-Bois 140 invånare.

## Befolkningsutveckling
Antalet invånare i kommunen Pargny-les-Bois
Referens: INSEE